# Bernardo Luís Ferreira
Bernardo Luís Ferreira (? — ?) foi um político brasileiro.
Foi deão da catedral de Olinda.
Foi 1º vice-presidente da província de Pernambuco, exercendo a presidência interinamente de 4 de setembro a 14 de novembro de 1832.